# Le gladiatrici
Le gladiatrici è un film del 1963, diretto da Antonio Leonviola.

## Trama
Un uomo deve liberare la sua amata, fatta prigioniera dalle amazzoni e costretta a diventare una di loro apprendendo l'arte della guerra.